# Stabat Mater (Haydn)
Pour les articles homonymes, voir Stabat Mater (homonymie).
La séquence Stabat Mater Hob XXbis est une œuvre musicale en polyphonie, écrite par Joseph Haydn. Initialement composée en 1767, celle-ci connut en 1781 un grand succès à Paris. De nos jours, elle est considérée comme un des chefs-d'œuvre les plus distingués du Stabat Mater.

## Création
Cette œuvre Stabat Mater fut composée, selon le texte entier de la séquence Stabat Mater, qui est attribuée aujourd'hui à un moine bénédictin Jacques de Benedictis, dit Jacopone de Todi († 1306). 
Il n'est pas possible d'identifier la composition originale en façon critique, car le manuscrit autographe fut perdu.

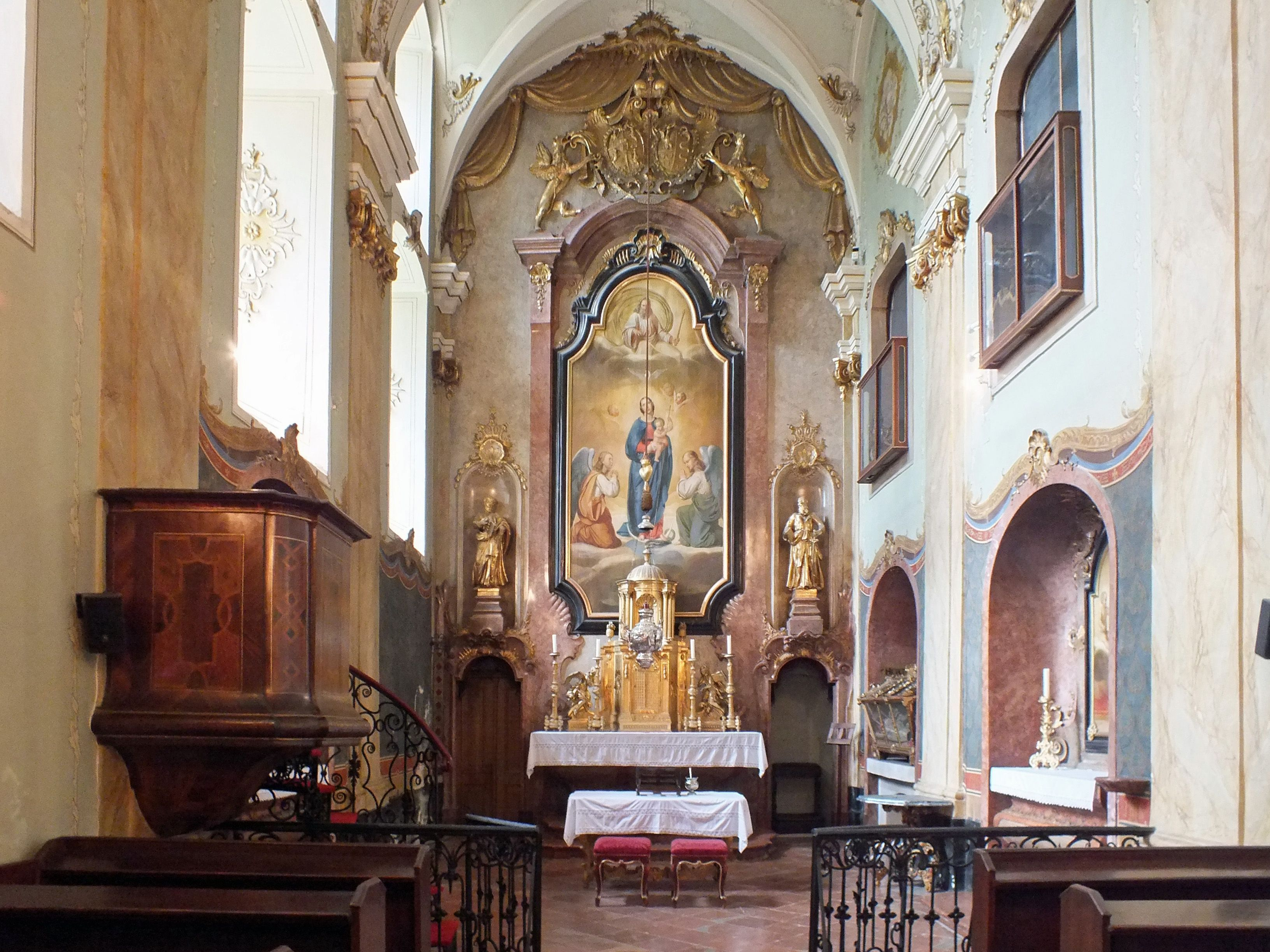
Sans doute l'œuvre fut-elle composée pour cette chapelle de la famille Esterházy.

Néanmoins, par lettre de Joseph Haydn datée du 20 mars 1768 (lettre découverte à la fin du XXe siècle dans les archives d'Esterházy à Budapest), sa composition en 1767 était mentionnée avec le titre Hymnum qui s'appelait Stabat Mater. Et il précisait, dans cette lettre, au secrétaire de la cour de Nicolas Ier Joseph Esterházy, Anton Scheffstoss, qu'il avait composé cette œuvre avec sa plus haute concentration,,. D'où, il est très vraisemblable que la composition avait été effectuée en 1767, et que la première exécution présumée avait été tenue le 17 avril, Vendredi saint, d'après la tradition de l'époque. Donc, l'œuvre avait été écrite pour cette cour de laquelle la célébration était désormais ténue dans sa chapelle, située à Eisenstadt,.     
Haydn, compositeur des symphonies et des œuvres instrumentales, qui avait succédé en 1766 à son prédécesseur et maître de chapelle Gregor Joseph Werner, commençait à écrire les pièces de la musique sacrée en faveur de cette chapelle. Il s'agit d'une des premières œuvres de Haydn dans ce genre. 
On sait encore que Haydn communiqua avec Johann Adolf Hasse sur le sujet de cette composition. Il est par conséquent possible que l'œuvre ait été exécutée à Vienne en 1868, le Vendredi saint ou une semaine auparavant, selon cette lettre. Toutefois, cette exécution hypothétique n'eut pas été confirmée jusqu'ici,.

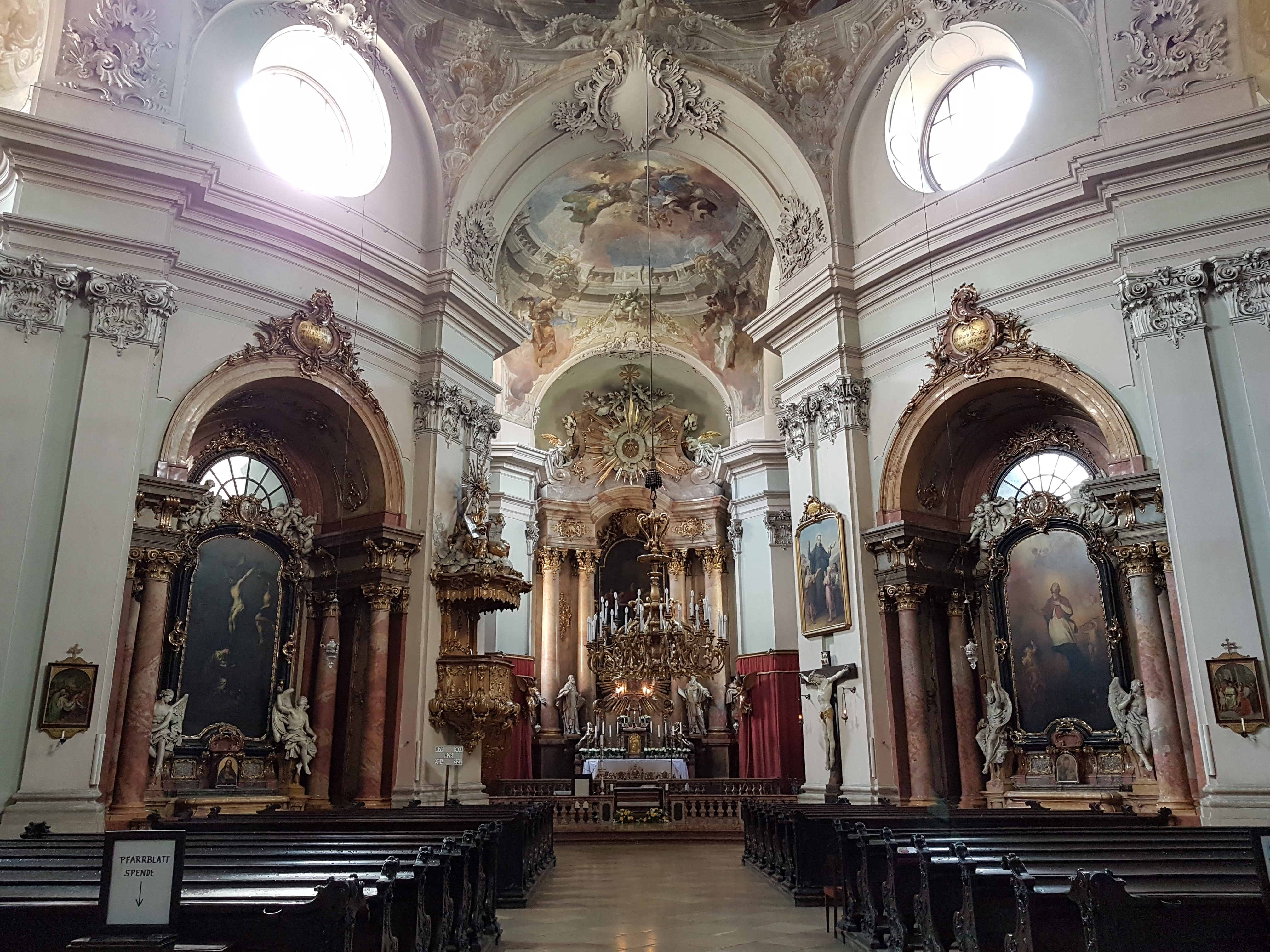
Joseph Haydn dirigea son Stabat Mater le Vendredi saint de 1771, dans cette Piaristenkirche à Vienne.

L'exécution à la capitale de l'Autriche, qui était exactement enregistrée dans les archives, est celle du 29 mars 1771, qui fut tenue au moment des vêpres du Vendredi saint. Il s'agissait de l'église des Piaristes Maria Treu de Vienne dans l'arrondissement de Josefstadt. D'après le dossier de l'église, l'œuvre fut dirigée par Haydn lui-même et soixante musiciens participèrent à l'exécuter.

## Diffusion
On sait peu de choses avant 1780. De nos jours, il existe 180 environ de partitions copiées à la main, y compris 40 qui peuvent être attribuées aux années avant 1790. Les meilleurs manuscrits de morceaux furent découverts en 1958 par Howard Chandler Robbins Landon à Ödenburg, qui est situé à 25 km d'Eisenstadt. 
Ce que ces manuscrits indiquent est que l'œuvre était exécutée tant dans de grandes villes telles Vienne, Graz qu'auprès de monastères dont l'abbaye de Melk. Les études restent insuffisantes.
Le premier événement distingué est une exécution de cette œuvre auprès de la chapelle de l'université de Leipzig, qui fut tenue en 1779 et dirigée par Johann Adam Hiller,. Il s'agissait d'un concert pour la musique sacrée, dont le texte était en traduction allemande. Hiller fit publier en 1782 sa version allemande, en faveur de l'usage dans les temples protestantes. Il existe cependant assez nombreuses copies, qui employaient d'autres traductions différentes.

## Exécution auprès du Concert spirituel à Paris
En 1781, le Stabat Mater de Joseph Haydn fut chanté quatre fois à Paris, auprès du Concert spirituel, qui était autorisé d'exécuter les pièces musicales sacrées remplaçant les opéras durant le Carême. Normalement, c'était le Stabat Mater de Jean-Baptiste Pergolèse qui y était le programme du Vendredi saint. Or, cette année-là, le directeur du Concert, Joseph Legros, n'avait pas pu trouver deux solistes virtuoses dont cette pièce vraiment exigeante avait besoin. En conséquence, deux autres œuvres, y compris celle de Haydn, furent exécutées. Nommé en 1777 directeur, Legros faisait exécuter les symphonies de Haydn, mais très modestement. C'est la raison pour laquelle son Stabat Mater avait été choisi
Certes, le concert du Vendredi saint, celui de Haydn, provoqua la colère des auditeurs, qui attendaient l'œuvre de Pergolèse. Or, le succès du compositeur autrichien fut immédiatement annoncé. 

Après Pâques, le Concert spirituel reprit un autre concert le 22 avril, premier dimanche après Pâques. La réputation de l'œuvre de Haydn fut concrètement établie. Le Almanach musical présentait en détail : 

« Le Stabat Mater du P.[ère] Vito, Portugais, n'a pas été entendu ; ... Le Stabat de M. Haydn a eu la réussite la plus éclatante, & le succès le plus déterminé. Le morceau, par lequel cette pièce ouvre l'oreille du spectateur, est d'un genre noble & recherché. La première strophe offre un solo de la plus belle expression. Une transition très-ingénieuse conduit l'oreille du spectateur à la seconde strophe. M. Haydn en a formé un chœur d'un effet très-beau & très-important. On a beaucoup applaudi le morceau Vidit suum dulcem natum, écrit dans le style le plus propre à augmenter la célébrité de ce Compositeur ; le quatuor Virgo virginum praclara. La texture de ce morceau est coupée par des chœurs, ils s'élèvent & se baissent alternativement pour ombrer & colorer le dessin imaginé par M. Haydn. »

La célèbre revue Mercure de France aussi donnait son avis semblable et favorable.
Puis, par lettre de Legros datée du mois de mai 1781, Haydn reçut l'intention de la publication de l'œuvre.      
Par ailleurs, Haydn obtint son succès si immense que naquit une fasse légende : la première exécution fut tenue à la capitale de la France. Surtout, la publication de 1785 à Paris en diffusait : « Exécuté pour la Premier (sic) Fois au Concert Spirituel le 9 avril 1781 ». La confusion se continua jusqu'à ce que se retrouvent les manuscrits plus anciens.

## Postérité

### Concert spirituel
À la suite du succès de la saison 1781, le Stabat Mater de Joseph Haydn entra dans le répertoire régulier du Concert spirituel. En effet, l'œuvre était bien accueillie tant par les auditeurs que par les critiques. Jusqu'à la disparition du Concert en 1790, celle-ci fut exécutée chaque année, et on compte 25 exécutions au total. Si Joseph Legros tenta à ajouter d'autres Stabat, la réponse des Parisiens était toujours leur fidélité aux œuvres de Pergolèse et de Joseph Haydn, dits Les deux Stabat.
De surcroît, durant les années 1781 - 1790, l'œuvre de Haydn connut plus d'exécutions que celles de Pergolèse. Il est à remarquer que ces deux Stabat possèdent des caractéristiques différentes. Celle de Haydn était composée pour quatre solistes et un chœur à quatre voix, ce qui demeure un grand ensemble standard dans la tradition de la musique classique.

### Joseph Haydn
Jusqu'en 1781, Joseph Haydn restait un compositeur inconnu. Dorénavant, il obtint une immense ascension en Europe entière. Par Joseph Legros, il reçut, tout de suite, une proposition de sorte que toutes ses futures œuvres soient publiées avec des conditions convenables. À partir de 1783, ses symphonies devirent le programme principale du Concert spirituel, parmi celles de plusieurs compositeurs. Haydn, maintenant vedette, écrira ses six symphonies parisiennes pour le comte d'Ogny Claude-François-Marie Rigoley dès 1785.

## De nos jours
Cette œuvre Stabat Mater est toujours en usage. 
Les partitions sont disponibles chez Bärenreiter, chez G. Henle Verlag, chez Carus-Verlag et le reste. L'édition critique, essentielle aujourd'hui, est achevée, soit selon la version originale 1767 de Sopron, soit en comparaison des deux versions 1767 et 1803 (publication chez éditions Breitkopf & Härtel).

## Liens extérieurs

### Notices
- Bibliothèque nationale de France :

### Partitions
- 1785 : Richomme, Paris, Stabat Mater A Quatre Voix et Choeurs, Du Repertoire de M Le Gros Pensionnaire Du Roy et Directeur du Concert Spirituel, Dedié Aux Amateurs, Composés Par M. Joseph Haydn, Maitre de Chapelle S A S Monseigneur Le Prince Regnant d'Esterhazy, Executé pour la Première Fois au Concert Spirituel le 9. avril 1781 [partition en ligne]
- 1883 : Breitkopf & Härtel, Leipzig [partition en ligne]

### Étouter en ligne
- Kammerchor Stuttgart sous la direction de Frieder Bernius (2018) :
[écouter en ligne][11]
- Züricher Sing-Academie et Kammerorchester Basel sous la direction de René Jacobs (enregistrement direct en 2021 à Bâle) :
[écouter en ligne]